# 古晉十哩鐵路

古晉十哩鐵路是馬來西亞砂拉越一條已廢棄的鐵路路線，連接首府古晉以及十哩車站，全長10英里（16.09公里）。

## 修建
由砂拉越第二位拉者查爾斯·安東尼·約翰遜·布魯克在1907年提出，並聘請英國工程公司負責設計和修建。1911年正式開工，1915年8月通車，1916年全面營運。

## 營運

### 管理
鐵路由隸屬公共工程局的砂拉越政府鐵道局管理，鐵路總經理也由工程局長兼任。

### 設站
共設六站，分別是古晉總站、青草路站、三哩站、五哩站、七哩站及十哩站，全程約需35分鐘。其中古晉總站位於舊州回教堂與布洛克船塢前、馬吉街尾。

### 列車佈置
有「珍」（Jean）、「月亮」（Bulan）和「星星」（Bintang）三輛二手蒸汽機車，拖着七節乘客車厢及五節載重量高達五噸的貨厢，當中一個密封的車厢，專門在清晨從古晉運載冰塊到沿途各站，再於下午運回鮮奶。

### 營運模式
每天共五對班次，並在1922年增設夜班車，末班車，晚上9時從古晉開往十哩。不過由於客、貨流有限，僅運行了一段時間。

### 收費
根據1924年鐵道局公佈的收費表，全程收費由3分（古晉至青草路）至20分（古晉到十哩）。另運送橡膠、胡椒、鳳梨、甘蜜、稻米、洋灰、榴槤、蕃薯等貨物的運費每袋每哩1分半。

## 結局
鐵路自營運以來一直虧損。截至1931年正月的十五年間，就虧損了1,063,760元，鐵道局總經理在向拉者提交的報告中指出，在實文然的煤礦自1931年停產後，三架機車將面對煤炭供應短缺的困境，因此建議改用燃油来發動引擎，同時由於連年虧損，希望政府慎重考慮結束鐵路。鐵路最終在1933年2月28日停運。
兩個月後，潮屬富商劉友珊和劉振藩聯名致函拉者，建議鐵道局私營化，還表示準備注資，但雙方多次接洽無果，建議最終胎死腹中。
但在太平洋戰爭期間，日本佔領軍曾利用火車，每天清晨運載戰俘和被徵召的民眾，赴七哩石場或機場工作，並在傍晚送他們回古晉。

## 遺址
戰後三架機車因高度損毀而被報廢，只剩下「珍」號的車牌被收藏在古晉的博物館，六個車站建築群和鐵軌也相繼被拆除。部份路基改成馬路，1950年代前從邦律與砂卓路交界至三哩段稱為火車路，後來在青草路交界處以北的路段改稱邦律。以南的路段獨立後改稱王其輝路，1990年代末改以當時的州元首敦阿邦再迪命名，成為禮賓大道。